# Jerry Rawlings
John Jerry Rawlings (Acra, Costa de Oro británica, 22 de junio de 1947-Acra, Ghana, 12 de noviembre de 2020) fue un militar y político ghanés que ejerció conjuntamente la jefatura de estado y de gobierno de la República de Ghana (1981- 2001), y anteriormente durante un breve período de tiempo en 1979.

## Carrera político-militar
Rawlings llegó al poder por primera vez como consecuencia de un golpe de Estado militar en 1979, durante el cual se encargó de organizar la transición hacia un gobierno civil electo dirigido por Hilla Limann, a quien posteriormente derrocó de la misma manera en diciembre de 1981. Luego fue nombrado presidente del Consejo Provisional de Defensa Nacional. No pretendía ser marxista ni capitalista, pero ante la crisis económica, a partir de 1983 aplicó una política económica liberal de ajuste estructural, de acuerdo con los deseos del Fondo Monetario Internacional y del Banco Mundial, que concedían préstamos a cambio. Sin embargo, para mantener el papel central del Estado en la vida económica del país, Jerry Rawlings trató de frenar el desmantelamiento del sector público y las privatizaciones. Las inversiones y los préstamos le permitieron llevar a cabo una política de modernización de las zonas rurales y de financiación de programas sociales, limitando así el impacto social negativo del "ajuste estructural" en las poblaciones más pobres. Ghana salió de la recesión y experimentó una tasa media de crecimiento del 5% durante el decenio de 1983-1993, mientras que la inflación se redujo al 10%.
En cuanto a las cuestiones de política exterior, volvió a las posiciones panafricanas y tercermundistas del padre de la independencia de Ghana, Kwame Nkrumah. Opuesto a todos los "explotadores de África", se acercó a la Cuba de Fidel Castro y a la Libia de Muamar el Gadafi. También fue cercano al presidente de Burkina Faso, Thomas Sankara.
En Ghana, Rawlings se pronunció oficialmente contra la mutilación genital femenina y otros tipos de prácticas tradicionales nocivas.
En 1992, el presidente Jerry Rawlings estableció un sistema multipartidista y fundó el Congreso Nacional Democrático. Involucró al país en un proceso de democratización. Fue elegido presidente constitucional en 1992.
Como presidente de la Comunidad Económica de los Estados de África Occidental, se involucró especialmente en la resolución de la crisis de Liberia. Si bien se considera que Ghana es un modelo de estabilidad en el África Occidental, Rawlings goza de gran prestigio en el extranjero por su papel de pacificador en las crisis regionales.
Sin embargo, el país sufrió una crisis económica a partir de mediados de los años 90 y el gobierno se enfrentó a movimientos sociales provocados por la introducción, bajo la presión del Banco Mundial tras dispararse la deuda externa desde el 22% del PIB en 1992 al 55% del PIB en 1994, de un sistema de impuesto sobre el valor añadido. Los precios suben un 60% y el nivel de vida vuelve a bajar. La popularidad de Jerry Rawlings, aunque está disminuyendo, sigue siendo alta en la clase baja, mientras que la oposición y la prensa trabajan para atacar su imagen. Fue reelegido en 1996.
En las elecciones de 2000 el candidato del NDC, el vicepresidente John Evans Atta Mills, resultó derrotado en segunda vuelta por el opositor John Kufuor. Rawlings le entregó pacíficamente la presidencia en enero de 2001, en lo que fue la primera transición entre dos presidentes democráticos de distintos partidos políticos en la historia de Ghana.
Falleció en el Hospital universitario Korle-Bu de la capital ghanesa el 12 de noviembre de 2020 a los 73 años, víctima de COVID-19.